# DDR-Oberliga 1967/68 (Badminton)
Die DDR-Oberliga im Badminton war in der Saison 1967/1968 die höchste Mannschaftsspielklasse der in der DDR Federball genannten Sportart. Es war die neunte Austragung dieser Mannschaftsmeisterschaft.

## Ergebnisse
Aktivist Tröbitz - Motor Zittau 11:0
15. Oktober 1967 Tröbitz
1. MX: Klaus Katzor / Rita Gerschner - Claus Stegner / Brigitte Plaxin 15:9 15:13
2. MX: Gottfried Seemann / Annemarie Seemann - Rainer Ullrich / Gudrun Hensel 15:4 15:4
1. HD: Klaus Katzor / Joachim Schimpke - Horst Hensel / Claus Stegner 15:10 15:6
2. HD: Gottfried Seemann / Erich Wilde - Rainer Ullrich / Gottlieb Plaxin 15:3 15:2
1. HE: Klaus Katzor - Horst Hensel 15:7 15:5
2. HE: Joachim Schimpke - Gottlieb Plaxin 15:3 17:15
3. HE: Klaus-Peter Färber - Claus Stegner 15:8 15:2
4. HE: Gottfried Seemann - Rainer Ullrich 15:4 15:3
1. DE: Rita Gerschner - Gudrun Hensel 11:4 11:7
2. DE: Ruth Mertzig - Brigitte Plaxin 12:11 11:2
1. DD: Annemarie Seemann / Rita Gerschner - Gudrun Hensel / Brigitte Plaxin 15:4 15:11
Aktivist Tröbitz - Einheit Greifswald 9:2
21. Oktober 1967 Greifswald, EOS-Sporthalle
1. MX: Klaus Katzor / Rita Gerschner - Edgar Michalowski / Dagmar Otto 15:7 8:15 15:5
2. MX: Gottfried Seemann / Annemarie Seemann - Erfried Michalowsky / Jutta Steffen 15:0 15:0
1. HD: Klaus Katzor / Joachim Schimpke - Klaus Müller / Hans-Peter Meyer 12:15 15:3 15:5
2. HD: Gottfried Seemann / Klaus-Peter Färber - Erfried Michalowsky / Edgar Michalowski 15:8 6:15 7:15
1. HE: Klaus Katzor - Klaus Müller 17:15 15:12
2. HE: Joachim Schimpke - Edgar Michalowski 18:17 15:8
3. HE: Klaus-Peter Färber - Erfried Michalowsky 13:18 15:4 11:15
4. HE: Gottfried Seemann - Hans-Peter Meyer 15:1 15:9
1. DE: Rita Gerschner - Jutta Steffen 11:0 11:0
2. DE: Annemarie Seemann - Dagmar Otto 11:1 11:0
1. DD: Rita Gerschner / Annemarie Seemann - Jutta Steffen / Dagmar Otto 15:0 15:0
Aktivist Tröbitz - Post Berlin 11:0
29. Oktober 1967 Tröbitz
1. MX: Klaus Katzor / Rita Gerschner - Günter Leschke / Jutta Benzmann 15:7 15:9
2. MX: Gottfried Seemann / Annemarie Seemann - - 15:0 15:0
1. HD: Klaus Katzor / Erich Wilde - Helmut Standfuß / Heiner Fehst 15:4 15:6
2. HD: Gottfried Seemann / Klaus-Peter Färber - - 15:0 15:0
1. HE: Klaus Katzor - Helmut Standfuß 15:4 15:8
2. HE: Klaus-Peter Färber - Günter Leschke 9:15 17:16 15:1
3. HE: Gottfried Seemann - Heiner Fehst 15:1 15:1
4. HE: Erich Wilde - - 15:0 15:0
1. DE: Rita Gerschner - Jutta Benzmann 11:7 11:3
2. DE: Ruth Mertzig - - 11:0 11:0
1. DD: Rita Gerschner / Annemarie Seemann - - 15:0 15:0
Aktivist Tröbitz - SG Gittersee 10:1
5. November 1967 Tröbitz
1. MX: Klaus Katzor / Rita Gerschner - Eberhard Hübner / Karin Kattner 15:1 15:1
2. MX: Gottfried Seemann / Annemarie Seemann - Peter Uhlig / Bärbel Uhlig 15:7 15:2
1. HD: Klaus Katzor / Klaus-Peter Färber - Eberhard Hübner / Peter Uhlig 15:1 15:10
2. HD: Gottfried Seemann / Erich Wilde - Bernd Clemenz / Gernot Rudolph 15:0 15:0
1. HE: Klaus Katzor - Eberhard Hübner 15:0 15:0
2. HE: Klaus-Peter Färber - Peter Uhlig 15:5 15:10
3. HE: Gottfried Seemann - Bernd Clemenz 15:3 15:0
4. HE: Erich Wilde - Gernot Rudolph 15:1 15:2
1. DE: Rita Gerschner - Bärbel Uhlig 11:0 11:0
2. DE: Ruth Mertzig - Karin Kattner 11:12 7:11
1. DD: Rita Gerschner / Annemarie Seemann - Bärbel Uhlig / Karin Kattner 15:1 15:0
Aktivist Tröbitz - DHfK Leipzig 11:0
19. November 1967 Tröbitz
1. MX: Klaus Katzor / Rita Gerschner - Volker Herbst / Beate Herbst 15:3 15:6
2. MX: Joachim Schimpke / Annemarie Seemann - Frank Geißler / Petra Kabisch 15:7 15:10
1. HD: Klaus Katzor / Joachim Schimpke - Volker Herbst / Gerd Hachmeister 15:5 15:11
2. HD: Gottfried Seemann / Erich Wilde - Frank Geißler / Bernd Hachmeister 15:4 15:7
1. HE: Klaus Katzor - Volker Herbst 15:5 15:8
2. HE: Joachim Schimpke - Frank Geißler 15:7 15:1
3. HE: Klaus-Peter Färber - Gerd Hachmeister 15:5 15:9
4. HE: Gottfried Seemann - Joachim Gerhardt 15:2 15:3
1. DE: Rita Gerschner - Beate Herbst 11:8 12:11
2. DE: Ruth Mertzig - Petra Kabisch 11:2 11:5
1. DD: Annemarie Seemann / Rita Gerschner - Beate Herbst / Petra Kabisch 15:10 15:4
Aktivist Tröbitz - EBT Berlin 9:2
9. Dezember 1967 Berlin
1. MX: Klaus Katzor / Rita Gerschner - Lothar Diehr / Margit Maehs 15:0 15:1
2. MX: Gottfried Seemann / Annemarie Seemann - Gerd Migdal / Renate Schütz 15:4 15:10
1. HD: Klaus Katzor / Joachim Schimpke - Lothar Diehr / Gerd Migdal 15:4 15:5
2. HD: Gottfried Seemann / Erich Wilde - Werner Wienecke / Wolfgang Bartz 10:15 15:5 15:2
1. HE: Klaus Katzor - Lothar Diehr 15:5 9:15 15:12
2. HE: Joachim Schimpke - Gerd Migdal 14:18 4:15
3. HE: Gottfried Seemann - Werner Wienecke 15:8 15:4
4. HE: Erich Wilde - Wolfgang Bartz 14:18 6:15
1. DE: Rita Gerschner - Margit Maehs 11:5 11:1
2. DE: Ruth Mertzig - Renate Schütz 11:7 11:7
1. DD: Rita Gerschner / Ruth Mertzig - Margit Maehs / Renate Schütz 15:1 15:3
Aktivist Tröbitz - DHfK Leipzig 6:5
3. März 1968 Leipzig, DHfK-Sporthalle
1. MX: Klaus Katzor / Ruth Mertzig - Volker Herbst / Beate Herbst 8:15 11:15
2. MX: Gottfried Seemann / Rita Gerschner - Frank Geißler / Dagmar Herbst 15:3 15:1
1. HD: Joachim Schimpke / Klaus Katzor - Gerd Pigola / Volker Herbst 15:5 9:15 15:6
2. HD: Gottfried Seemann / Klaus-Peter Färber - Frank Geißler / Bernd Hachmeister 15:7 15:7
1. HE: Klaus Katzor - Gerd Pigola 15:11 15:4
2. HE: Joachim Schimpke - Volker Herbst 15:7 13:15 16:17
3. HE: Klaus-Peter Färber - Frank Geißler 5:15 18:14 7:15
4. HE: Gottfried Seemann - Joachim Gerhardt 15:4 15:0
1. DE: Rita Gerschner - Beate Herbst 11:8 3:11 6:11
2. DE: Ruth Mertzig - Petra Kabisch 11:2 11:4
1. DD: Rita Gerschner / Ruth Mertzig - Beate Herbst / Dagmar Herbst 8:15 1:15
Aktivist Tröbitz - Post Berlin 8:3
3. März 1968 Berlin, Postsporthalle
1. MX: Joachim Schimpke / Annemarie Seemann - Klaus Basdorf / Gisela Müller 18:14 15:10
2. MX: Gottfried Seemann / Ruth Mertzig - Helmut Standfuß / Margitta Standfuß 18:14 15:9
1. HD: Klaus Katzor / Joachim Schimpke - Klaus Basdorf / Günter Beier 15:3 15:7
2. HD: Erich Wilde / Gottfried Seemann - Helmut Standfuß / Klaus Wegener 8:15 15:5 15:6
1. HE: Klaus Katzor - Klaus Basdorf 15:3 15:2
2. HE: Joachim Schimpke - Helmut Standfuß 7:15 15:3 13:15
3. HE: Gottfried Seemann - Klaus Wegener 15:3 15:0
4. HE: Erich Wilde - Günter Beier 15:11 15:1
1. DE: Ruth Mertzig - Jutta Benzmann 12:11 3:11 0:11
2. DE: Annemarie Seemann - Gisela Müller 11:0 11:0
1. DD: Ruth Mertzig / Annemarie Seemann - Margitta Standfuß / Jutta Benzmann 13:15 11:15
Aktivist Tröbitz - Motor Zittau 9:2
10. März 1968 Zittau
1. MX: Klaus Katzor / Rita Gerschner - Horst Hensel / Brigitte Plaxin 15:2 15:5
2. MX: Gottfried Seemann / Annemarie Seemann - Claus Stegner / Gudrun Hensel 15:5 15:6
1. HD: Klaus Katzor / Joachim Schimpke - Horst Hensel / Claus Stegner 15:12 18:15
2. HD: Gottfried Seemann / Erich Wilde - Gottlieb Plaxin / Wieland Pilz 15:6 15:3
1. HE: Klaus Katzor - Horst Hensel 11:15 15:5 15:0
2. HE: Joachim Schimpke - Claus Stegner 15:4 15:11
3. HE: Klaus-Peter Färber - Gottlieb Plaxin 15:5 15:18 15:18
4. HE: Gottfried Seemann - Wieland Pilz 15:4 15:2
1. DE: Rita Gerschner - Gudrun Hensel 11:5 11:1
2. DE: Ruth Mertzig - Brigitte Plaxin 11:3 5:11 7:11
1. DD: Rita Gerschner / Annemarie Seemann - Gudrun Hensel / Brigitte Plaxin 15:17 15:14 15:7
Aktivist Tröbitz - Einheit Greifswald 10:1
17. März 1968 Tröbitz
1. MX: Klaus Katzor / Rita Gerschner - Edgar Michalowski / Dagmar Otto 15:3 15:1
2. MX: Gottfried Seemann / Annemarie Seemann - Erfried Michalowsky / Jutta Steffen 15:11 15:2
1. HD: Klaus Katzor / Klaus-Peter Färber - Edgar Michalowski / Erfried Michalowsky 15:14 15:9
2. HD: Gottfried Seemann / Erich Wilde - Hans-Peter Meyer / Hans-Jürgen Schirrmacher 15:4 15:3
1. HE: Klaus Katzor - Edgar Michalowski 17:16 15:11
2. HE: Klaus-Peter Färber - Klaus Müller 15:13 9:15 3:15
3. HE: Gottfried Seemann - Erfried Michalowsky 15:12 15:6
4. HE: Erich Wilde - Hans-Jürgen Schirrmacher 15:5 15:11
1. DE: Rita Gerschner - Jutta Steffen 11:0 11:0
2. DE: Annemarie Seemann - Dagmar Otto 11:3 11:3
1. DD: Rita Gerschner / Annemarie Seemann - Dagmar Otto / Jutta Steffen 15:1 15:4
Aktivist Tröbitz - SG Gittersee 11:0
21. April 1968 Dresden
1. MX: Klaus Katzor / Rita Gerschner - Eberhard Hübner / Karin Kattner 15:6 15:2
2. MX: Klaus-Peter Färber / Annemarie Seemann - Klaus Renner / Bärbel Uhlig 15:11 15:6
1. HD: Klaus Katzor / Joachim Schimpke - Eberhard Hübner / Hartmut Halle 15:1 15:1
2. HD: Klaus-Peter Färber / Erich Wilde - Klaus Renner / Eberhard Hübner 15:8 15:12
1. HE: Klaus Katzor - Eberhard Hübner 15:9 15:11
2. HE: Joachim Schimpke - Klaus Renner 12:15 15:9 15:1
3. HE: Klaus-Peter Färber - Peter Uhlig 15:1 10:15 15:12
4. HE: Erich Wilde - Hartmut Halle 15:0 15:3
1. DE: Rita Gerschner - Bärbel Uhlig 11:1 11:2
2. DE: Annemarie Seemann - Karin Kattner 11:3 11:0
1. DD: Rita Gerschner / Annemarie Seemann - Bärbel Uhlig / Karin Kattner 15:1 15:3
Aktivist Tröbitz - EBT Berlin 11:0
4. Mai 1968 Tröbitz
1. MX: Joachim Schimpke / Annemarie Seemann - Wolfgang Bartz / Margit Maehs 15:8 15:4
2. MX: Klaus-Peter Färber / Ruth Mertzig - - 15:0 15:0
1. HD: Klaus Katzor / Joachim Schimpke - Lothar Diehr / Wolfgang Bartz 8:15 15:13 15:11
2. HD: Gottfried Seemann / Klaus-Peter Färber - Werner Wienecke / Dietmar Drechsler 15:9 18:14
1. HE: Klaus Katzor - Lothar Diehr 15:4 15:4
2. HE: Joachim Schimpke - Wolfgang Bartz 17:16 15:10
3. HE: Klaus-Peter Färber - Werner Wienecke 11:15 15:8 15:7
4. HE: Gottfried Seemann - Dietmar Drechsler 15:12 15:2
1. DE: Ruth Mertzig - Margit Maehs 11:2 11:0
2. DE: Annemarie Seemann - - 11:0 11:0
1. DD: Annemarie Seemann / Ruth Mertzig - - 15:0 15:0

## Endstand
| Platz | Mannschaft |
| ----- | --- |
| 1.    | Aktivist Tröbitz (Gottfried Seemann, Joachim Schimpke, Erich Wilde, Klaus-Peter Färber, Klaus Katzor, Ruth Mertzig, Annemarie Seemann, Rita Gerschner)                                             |
| 2.    | Motor Zittau (Horst Hensel, Gottlieb Plaxin, Wieland Pilz, Claus Stegner, Rainer Ullrich, Gudrun Hensel, Andrea Reichel, Brigitte Plaxin)                                                          |
| 3.    | HSG DHfK Leipzig (Volker Herbst, Gerd Pigola, Bernd Hachmeister, Gerd Hachmeister, Joachim Gerhardt, Frank Geißler, Beate Herbst, Christa Neitzsch, Dagmar Pigola, Marianne Döhler, Petra Kabisch) |
| 4.    | Einheit Greifswald (Klaus Müller, Hans-Peter Meyer, Erfried Michalowsky, Edgar Michalowski, Hans-Jürgen Schirrmacher, Dagmar Otto, Jutta Steffen)                                                  |
| 5.    | Post Berlin (Helmut Standfuß, Klaus Basdorf, Heiner Fehst, Klaus Wegener, Günter Leschke, Günter Beier, Jutta Benzmann, Margitta Standfuß, Gisela Müller)                                          |
| 6.    | EBT Berlin (Lothar Diehr, Gerd Migdal, Werner Wienecke, Wolfgang Bartz, Dietmar Drechsler, Margit Maehs, Renate Schütz)                                                                            |
| 7.    | SG Gittersee (Peter Uhlig, Eberhard Hübner, Klaus Renner, Bernd Clemenz, Gernot Rudolph, Hartmut Halle, Karin Kattner, Bärbel Uhlig)                                                               |